# Juncus occidentalis
Juncus occidentalis är en tågväxtart som först beskrevs av Frederick Vernon Coville, och fick sitt nu gällande namn av Karl McKay Wiegand. Juncus occidentalis ingår i släktet tåg, och familjen tågväxter. Inga underarter finns listade i Catalogue of Life.